# Wiktor Obolewicz
Wiktor Obolewicz (ur. 23 lipca 1919 w Symferopolu, zm. 27 sierpnia 2014) – polski konstruktor, inżynier mechanik, poseł na Sejm PRL II, IV i V kadencji.

## Życiorys
W 1937 został absolwentem Państwowej Szkoły Technicznej w Wilnie, a w 1938 Szkoły Podchorążych Artylerii Ciężkiej. W tym samym roku został zatrudniony w PKP – Warsztatach Głównych I klasy w Poznaniu. W szeregach Samodzielnej Grupy Operacyjnej „Polesie” pod dowództwem gen. Franciszka Kleeberga uczestniczył w wojnie obronnej w 1939. Podczas okupacji walczył na Wileńszczyźnie w szeregach Armii Krajowej. Był uczestnikiem operacji „Ostra Brama”, trafiając potem do obozu internowania w Kałudze. W 1946 powrócił do Poznania, a potem brał udział w budowie wrocławskiego Pafawagu. Był współautorem licznych konstrukcji, ponadto nadzorował proces technologiczny produkcji szeregu wyrobów (m.in. trójczłonów elektrycznych, lokomotyw elektrycznych oraz wielu typów wagonów). Pełnił m.in. funkcje przewodniczącego koła zakładowego „Pafawag” oraz przewodniczącego Komisji Koordynacyjnej Kół Stowarzyszeń Naukowo-Technicznych Naczelnej Organizacji Technicznej. W latach 1959–1964 zajmował stanowisko sekretarza generalnego NOT. W 1964 ukończył studia eksternistyczne na Wydziale Zarządzania Politechniki Warszawskiej. W latach 1964–1971 pełnił funkcję sekretarza Centralnej Rady Związków Zawodowych. W 1971 podjął pracę w Polskim Komitecie Normalizacji, Miar i Jakości w Warszawie, był jego wiceprezesem. Do 1975 zasiadał w prezydium Zarządu Głównego NOT. Był także m.in. wiceprzewodniczącym Rady Prasy Technicznej, członkiem prezydium Głównej Komisji ds. Inwestycji, współprzewodniczącym wspólnej komisji NOT-PTE ds. Ekonomiki, Organizacji i Zarządzania, a także wiceprzewodniczącym Rady Naukowej Muzeum Techniki. W Fabryce Wagonów „Pafawag” doszedł do stanowiska głównego technologa. Należał do Stowarzyszenia Inżynierów i Techników Mechaników Polskich. Na emeryturę przeszedł w 1987.
W 1957, 1965 i 1969 uzyskiwał mandat posła na Sejm PRL w okręgach kolejno Wrocław, Rzeszów i Kraków z ramienia Polskiej Zjednoczonej Partii Robotniczej. W trakcie IV i V kadencji pełnił funkcję zastępcy przewodniczącego Komisji Planu Gospodarczego, Budżetu i Finansów. Ponadto w trakcie II kadencji zasiadał w Komisji Przemysłu Ciężkiego, Chemicznego i Górnictwa, a w trakcie IV w Komisji Spraw Zagranicznych.
Pochowany 30 sierpnia 2014 na Cmentarzu Świętej Rodziny we Wrocławiu.

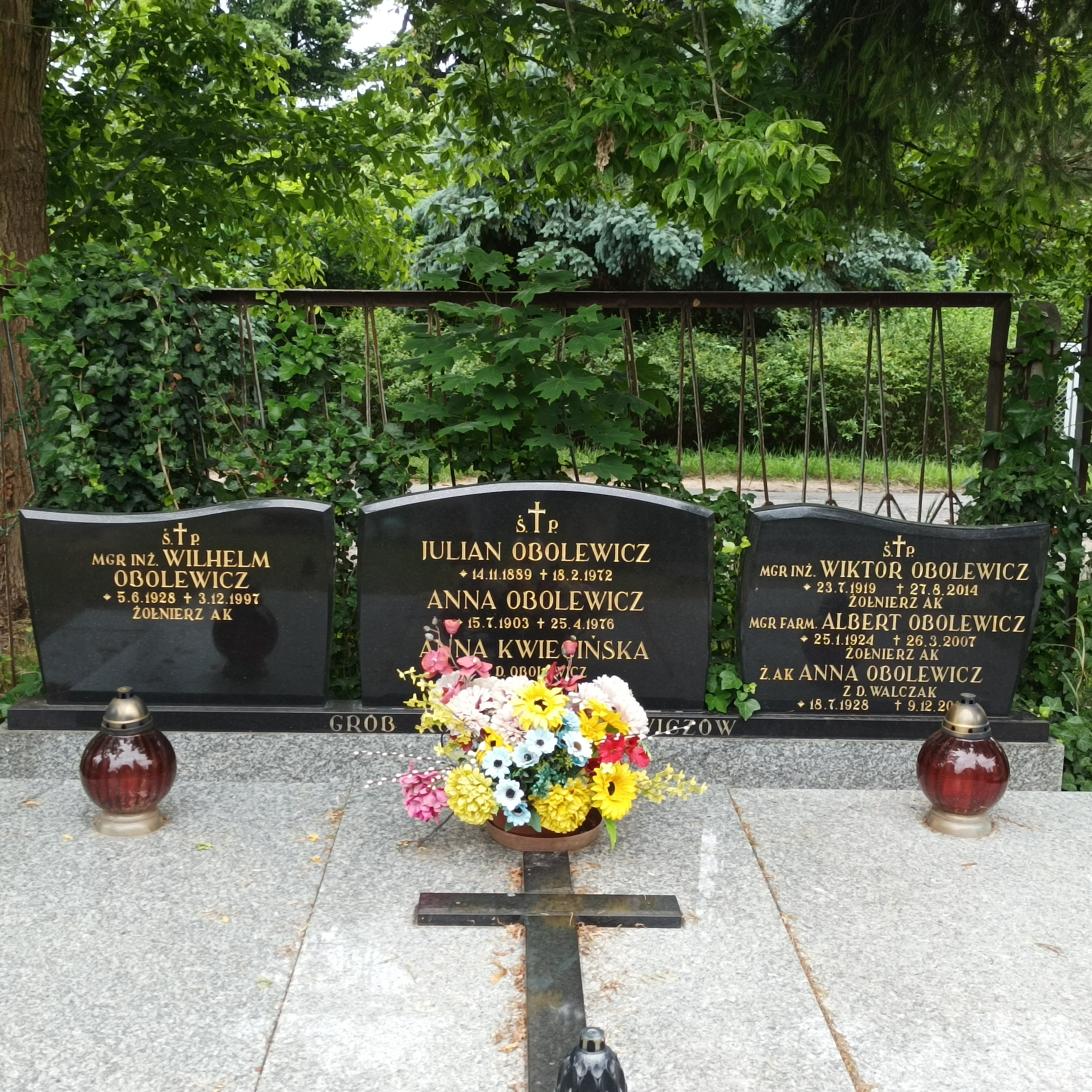
Grób Wiktora Obolewicza na Cmentarzu Świętej Rodziny we Wrocławiu

## Odznaczenia
- Krzyż Komandorski Orderu Odrodzenia Polski
- Krzyż Oficerski Orderu Odrodzenia Polski
- Złoty Krzyż Zasługi (1955)[2]
- Srebrny Krzyż Zasługi (1952)[3]
- Medal 10-lecia Polski Ludowej (1955)[4]
- Odznaka 1000-lecia Państwa Polskiego
- Złota Honorowa Odznaka PTTK (1967)[5]
- Złota Odznaka Honorowa Towarzystwa Przyjaźni Polsko-Radzieckiej (1967)[6]